# Nanceen Perry
Nanceen Lavern Perry (Fairfield, 19 aprile 1977) è un'ex velocista statunitense, medaglia di bronzo con la staffetta 4×100 metri ai Giochi olimpici di Sydney 2000.

## Record mondiali

### Seniores
- Staffetta 4×200 metri: 1'27"46 ( Filadelfia, 29 aprile 2000) (LaTasha Jenkins, LaTasha Colander, Nanceen Perry, Marion Jones)

## Palmarès
| Anno | Manifestazione    | Sede             | Evento      | Risultato        | Prestazione | Note |
| ---- | ----------------- | ---------------- | ----------- | ---------------- | ----------- | ---- |
| 1996 | Mondiali juniores | Sydney           | 200 m piani | 6ª               | 23"81       |      |
| 1996 | Mondiali juniores | Sydney           | 4×100 m     | Oro              | 43"79       |      |
| 1999 | Universiadi       | Palma di Maiorca | 200 m piani | Bronzo           | 23"27       |      |
| 1999 | Mondiali          | Siviglia         | 200 m piani | Quarti di finale | 22"61       |      |
| 1999 | Mondiali          | Siviglia         | 4×100 m     | 4ª               | 42"30       |      |
| 2000 | Giochi olimpici   | Sydney           | 200 m piani | Semifinale       | 23"16       |      |
| 2000 | Giochi olimpici   | Sydney           | 4×100 m     | Bronzo           | 42"20       |      |

## Campionati nazionali
- 1 volta campionessa nazionale indoor dei 200 m piani (2000)